# Killian Michiels
Pour les articles homonymes, voir Michiels.
Killian Michiels, né le 7 octobre 1994 à Jette, est un coureur cycliste belge. Il participe à des compétitions sur route et sur piste.

## Biographie
En 2014, Killian Michiels s'impose lors de la kermesse de Rotselaar et termine notamment onzième du championnat de Belgique sur route espoirs. 
En début d'année 2015, lors des championnats de Belgique sur piste, il remporte le titre national dans le scratch et termine troisième de la course à l'américaine, avec son futur coéquipier Matthias Van Beethoven. Au mois de mars, il rejoint le club belge Baguet-MIBA Poorten-Indulek-Derito.

## Palmarès sur piste

### Championnats de Belgique
- 2010
  -  Champion de Belgique de vitesse par équipes débutants (avec Niels Vanderaerden et Jonas Rickaert)
- 2012
  -  Champion de Belgique de course aux points juniors
- 2015
  -  Champion de Belgique de scratch
  - 3e de l'américaine
- 2016
  - 2e de la course par élimination
  - 2e de l'américaine
- 2018
  - 2e de la poursuite
  - 3e du scratch

## Palmarès sur route
- 2011
  - 3e étape du Sint-Martinusprijs Kontich (contre-la-montre par équipes)
- 2014
  - Kermesse de Rotselaar